# Stone Broken
Stone Broken est un groupe britannique de hard rock, originaire de Walsall, en Angleterre.

## Histoire
Le groupe est formé en 2013 à partir des restes de deux groupes. Le chanteur et guitariste Rich Moss s'était auparavant retiré de la scène musicale après le décès d'un membre de son groupe, dont le nom n'est pas connu, des suites d'une consommation excessive d'alcool. Après avoir travaillé entre-temps comme analyste, Moss fonde ensuite le groupe Stone Broken avec le guitariste Chris Davis, le bassiste Kieron Conroy et la batteuse Robyn Haycock. Dès 2014, le groupe sort l'EP autofinancé The Crow Flies et donne de nombreux concerts dans les Midlands de l'Ouest. Le 29 janvier 2016, le groupe sort son premier album All in Time, produit par le Gallois Romesh Dodangoda. Dodangoda avait auparavant collaboré avec des groupes comme Motörhead, Bring Me the Horizon ou Funeral for a Friend, entre autres. Il s'est ensuivi une longue tournée en Europe, au cours de laquelle Stone Broken joue pour des groupes comme Nashville Pussy ou Inglorious. Lors des Planet Rock Awards 2016, Stone Broken termine deuxième dans la catégorie meilleur nouveau groupe.
Début 2017, Stone Broken enregistre son deuxième album studio. Une fois de plus, l'album est produit par Romesh Dodangoda et enregistré à Cardiff. Une fois l'enregistrement terminé, le groupe fait une tournée européenne en première partie de Glenn Hughes et Living Colour et joue au Download Festival cet été. Entre-temps, le groupe est nommé aux Planet Rock Awards 2017 dans les catégories « meilleur groupe britannique » et « meilleur album britannique », mais les prix sont allés respectivement à Iron Maiden et aux Black Star Riders. En octobre 2017, le label finlandais Spinefarm Records signe le groupe. Le deuxième album studio Ain't Always Easy sort le 2 mars 2018 et se classe à la 37e place des charts britanniques des albums. Parallèlement, le groupe entame sa première tournée en tête d'affiche au Royaume-Uni.
Au début de 2023, Stone Broken est la tête d'affiche de la tournée britannique Come Closer dans des salles plus petites et a publié une édition numérique de luxe élargie de leur plus récent album. Un quatrième single de Revelation, Stronger, est publié avec une vidéo de soutien en février 2023. En juillet 2023, Stone Broken annonce son départ de Spinefarm Records et sa signature avec 7Hz Productions. De plus, le groupe devait être la tête d'affiche du festival Winter's End 2024 dans le sud du Pays de Galles.

## Style musical
Stone Broken joue un mélange de hard rock et de post-grunge. Le groupe est comparé à des artistes comme Nickelback, Theory of a Deadman, Black Stone Cherry, Alter Bridge, Shinedown ou les Foo Fighters.

## Discographie

### Albums studio
- 2016 : All in Time
- 2018 : Ain't Always Easy (36e des charts britannique[10])
- 2022 : Revelation (27e des charts britannique[10])

### EP
- 2014 : The Crow Flies

### Clips
- 2014 : Let Me Go
- 2016 : Wait for You
- 2018 : Heartbeat Away